# مایما
مایما (به لاتین: Mayma) یک روستا و منطقه مسکونی در روسیه است که در جمهوری آلتای واقع شده‌است.